# Хамлин (Западна Вирџинија)
Хамлин (енгл. Hamlin) град је у америчкој савезној држави Западна Вирџинија.

## Демографија
По попису из 2010. године број становника је 1.142, што је 23 (2,1%) становника више него 2000. године.
| Група             | 2000.         | 2010.         |
| Белци             | 1.100 (98,3%) | 1.122 (98,2%) |
| Афроамериканци    | 1 (0,1%)      | 0 (0,0%)      |
| Азијати           | 0 (0,0%)      | 1 (0,1%)      |
| Хиспаноамериканци | 6 (0,5%)      | 10 (0,9%)     |
| Укупно            | 1.119         | 1.142         |